# Trolejbusová doprava v Kapfenbergu

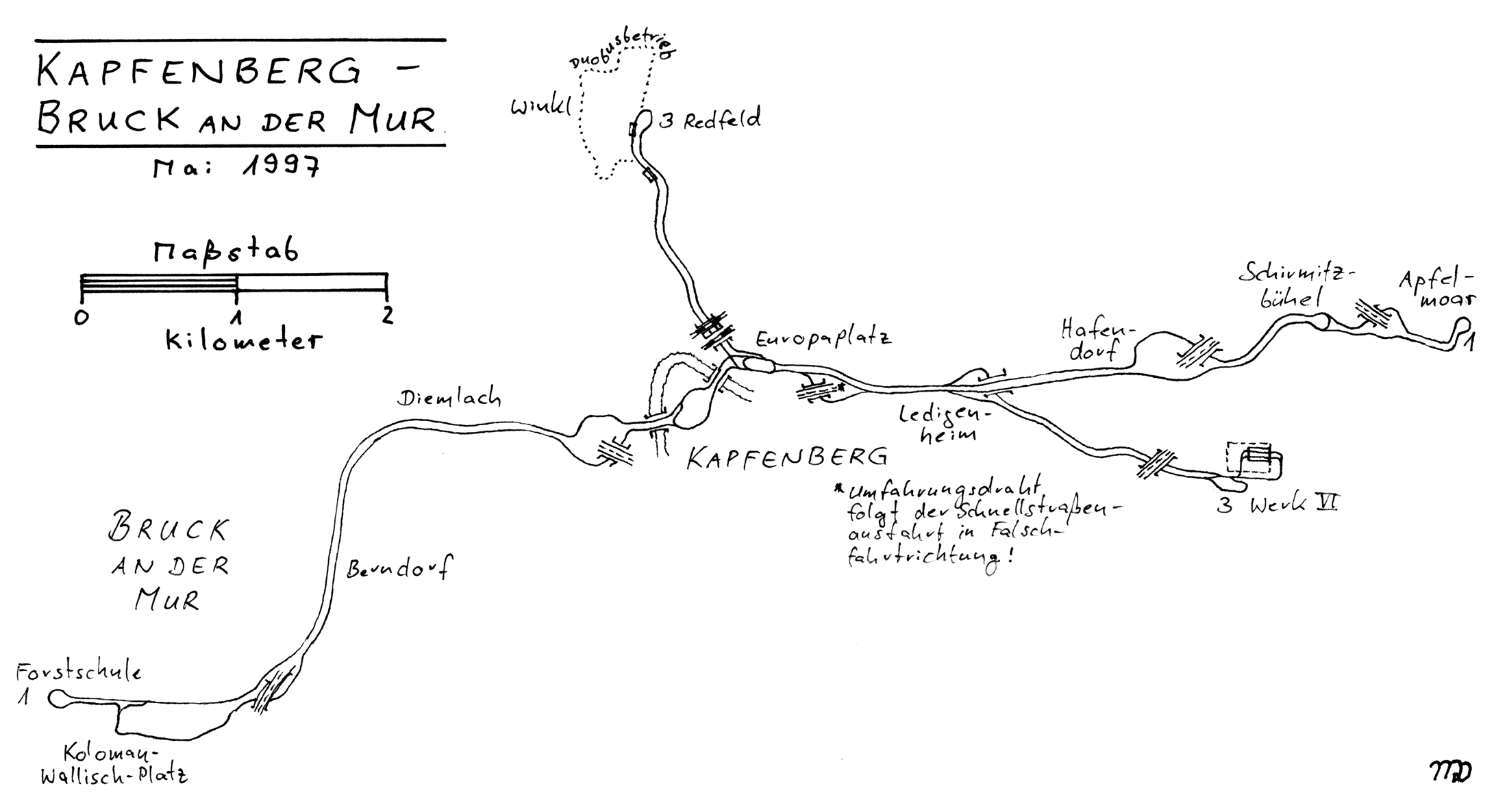
Plánek kapfenberské trolejbusové sítě v roce 1997

V rakouském městě Kapfenbergu byla v letech 1944 až 2002 v provozu síť trolejbusové dopravy.

## Historie
Historie kapfenberských trolejbusů se začíná psát za druhé světové války, kdy provoz místní autobusové MHD byl zcela ochromen válečným nedostatkem benzínu a náhradních dílů. Plány na zavedení elektrické nekolejové trakce se objevily již v roce 1942. Stavbu trolejbusové tratě prosazovala především firma Böhler, které patřilo mnoho průmyslových podniků, jež se mezi městy Kapfenberg a Bruck an der Mur nacházely. O rok později založila firma Böhler místní dopravní podnik Mürztaler Verkehrsgesellschaft (MVG) a započalo se se stavbou první tratě.
Provoz na hlavní trati Kapfenberg, Werk VI – Kapfenberg, vedoucí v celé trase podél řeky Mürz, byl zahájen 1. července 1944. Provoz se na počátku potýkal s některými nesnázemi (vozovna musela být vystavěna na jiném místě, než bylo plánováno, zahájení provozu s trolejbusy vypůjčenými ze Štýrského Hradce a Salcburku), ale ty byly překonány a již brzy byly stavěny další tratě.
Trolejbusová síť se poprvé rozrostla již o rok později, kdy byla hlavní trať prodloužena o úsek Kapfenberg – Bruck an der Mur. Roku 1946 byla zprovozněna dlouhá odbočka z hlavní tratě do Apfelmoaru. Další nová trať přibyla v roce 1950. Tehdy byla otevřena krátká odbočka z centra Kapfenbergu do Redfeldu. V 60. letech, kromě mnoha přeložek, byla zrušena doprava právě na poslední zprovoznění trati, do Redfeldu (v roce 1963). Provoz na ní byl ale opět obnoven přesně o 20 let později. Roku 1982 byla prodloužena trať v Brucku o krátký úsek až k Forstschule. Pokud nepočítáme různé kratší i delší přeložky trolejbusových tratí, v tomto stavu se kapfenbegrská síť dožila 21. století.
Trolejbusům se ale stalo osudným převzetí dopravního podniku MVG městem (MVG totiž až do 80. let vlastnila firma Böhler). Město Kapfenberg totiž brzy po převzetí obnovilo zastaralý vozový park novými duobusy Mercedes-Benz, které ale byly velmi poruchové (zejména při jízdě „na elektřinu“), a tak byly trolejbusové spoje postupně omezovány, až při vší tichosti trolejbusová doprava mezi Kapfenbergem a Bruckem zcela zanikla a byla nahrazena moderními autobusy. Stalo se tak 15. února 2002.

## Vozový park
V Kapfenbergu bylo používáno mnoho typů trolejbusů. Nejpočetnější zastoupení měly trolejbusy značky Gräf & Stift (jak standardní, tak článkové vozy). Zpočátku provozu zde jezdily trolejbusy MAN, Vetra, Henschel a Büsssing. Nejnovější článkové duobusy Mercedes byly typu MB O 405 GTD.